# レイフォース (イギリス軍)
「レイフォース」（英語: Layforce）は、第二次世界大戦期におけるイギリス陸軍の、いくつかのコマンド部隊から構成された即製軍部隊であった。1941年2月にロバート・レイコック大佐の指揮下に編成されて当人にちなんで命名され、およそ2,000名を擁して中東戦域で任務に就いた。当初は地中海地域における枢軸軍の後方連絡線を分断する襲撃作戦を割り当てられており、ギリシャのロドス島を奪取する作戦に加わることが計画されていた。
しかし戦域の戦略的状況が連合国にとって不利となり、各コマンド部隊は当初の役割から大きく逸れて、主に地中海戦線一帯で通常部隊を増強するために用いられた。部隊の傘下戦力はバルディア、クレタ島、シリア、トブルクで活動し、そして1941年8月に解隊された。その後の各構成員は以前の部隊へ戻るか、あるいは中東で設立された他の特殊部隊で任務に就いた。

## 背景
1941年2月、ロバート・レイコック大佐指揮下のコマンド部隊員の1隊が、地中海東部で襲撃作戦を遂行するために中東へ派遣された。この部隊は指揮官にちなんで「レイフォース」として知られるに至り、当初は第3コマンド部隊、第7コマンド部隊、第8（近衛）コマンド部隊、第11（スコティッシュ）コマンド部隊からなるA部隊から選抜され、3月のエジプト到着時には第50コマンド部隊と第52コマンド部隊から選抜された人員が追加されていた。
レイコックの管下戦力は正式、また組織的には一通りの支援部門を含む完全な旅団ではなかったので、彼は将校団の中で（准将ではなく）大佐の階級を保った。もっとも2,000名を超える戦力はそれに匹敵するものであった。保安理由でコマンド部隊は4個大隊に組織されて改名された。第7コマンド部隊はA大隊となり、第8（近衛）コマンド部隊はB大隊、第11（スコティッシュ）コマンド部隊はC大隊、第50と第52コマンド部隊は合併されてD大隊を形成した。彼らはともに、中東方面司令部の一翼であるイギリス陸軍第6師団傘下の旅団として運用されることとなっていた。各大隊は中佐級の指揮下に置かれ、司令部、通信部門、「フォルボット」として知られた折り畳み式カヌーの一種を装備した専門装備部門、そして2個コマンド中隊がそれぞれに5つの分隊を備えており、各分隊は50名の人員で構成されていた。

## 序章
レイフォース編成時にはコマンド部隊の概念は未発展であったものの、イギリスからの出航時には、部隊は地中海における敵戦力を妨害し混乱させる軍事行動を遂行するために用いられることが意図されていた。レイフォースの創設時にはイギリス軍は当戦線でイタリア軍を敗北させており、目立って優勢であった。そして「コルダイト作戦」の一環として、ギリシャのロドス島を占拠するためコマンド部隊を利用できるという感触があった。ドイツ・アフリカ軍団のキレナイカへの到着、そしてユーゴスラビアとギリシャへの侵攻が戦略上の見通しを大きく変化させ、レイフォースが3月にエジプトへ到着した頃には状況は悪化していた。コマンド部隊型の作戦にはなお役割があり、あるいはドイツ軍後方地域の重要地点に一連の小規模襲撃を仕掛けて成功させることで、攻勢に出る能力の一部を後方連絡線の防衛に振り向けることをエルヴィン・ロンメルに強いるかもしれなかった。創設されてほとんど直ちに、状況がレイフォースの構想を揺るがしていた。
バルカン半島への（ドイツの）侵攻を受けて、北アフリカのイギリス軍から大規模な部隊がギリシャに派遣され、ドイツ軍の進撃を阻止しようと試みた。レイフォースは派遣されなかったものの、イギリスから彼らとともに持ち込まれ、水陸両用作戦を遂行するにあたって貴重であった3隻の歩兵揚陸船は、当戦域における物資不足があって彼らから取り上げられた。これがコマンド部隊から最も重要である能力の一つを失わせ、また後にHMSグレンガイルがレイコックの部隊に明け渡されてきたものの、他の2隻はそのようにはならず、彼が展開しうる戦力を大いに圧迫した。イギリスが航空優勢を喪失したことは、彼らの上陸作戦の遂行能力を大いに阻害し、一方でギリシャへの戦力の派遣はコマンド部隊が全体の予備兵力として唯一の部隊となったことを意味した。戦略上の状況が悪化すると、彼らは他所における他の軍の増援役を求められ、意図されていた形で彼らを用いることは一層困難となった。

## 作戦

### バルディア

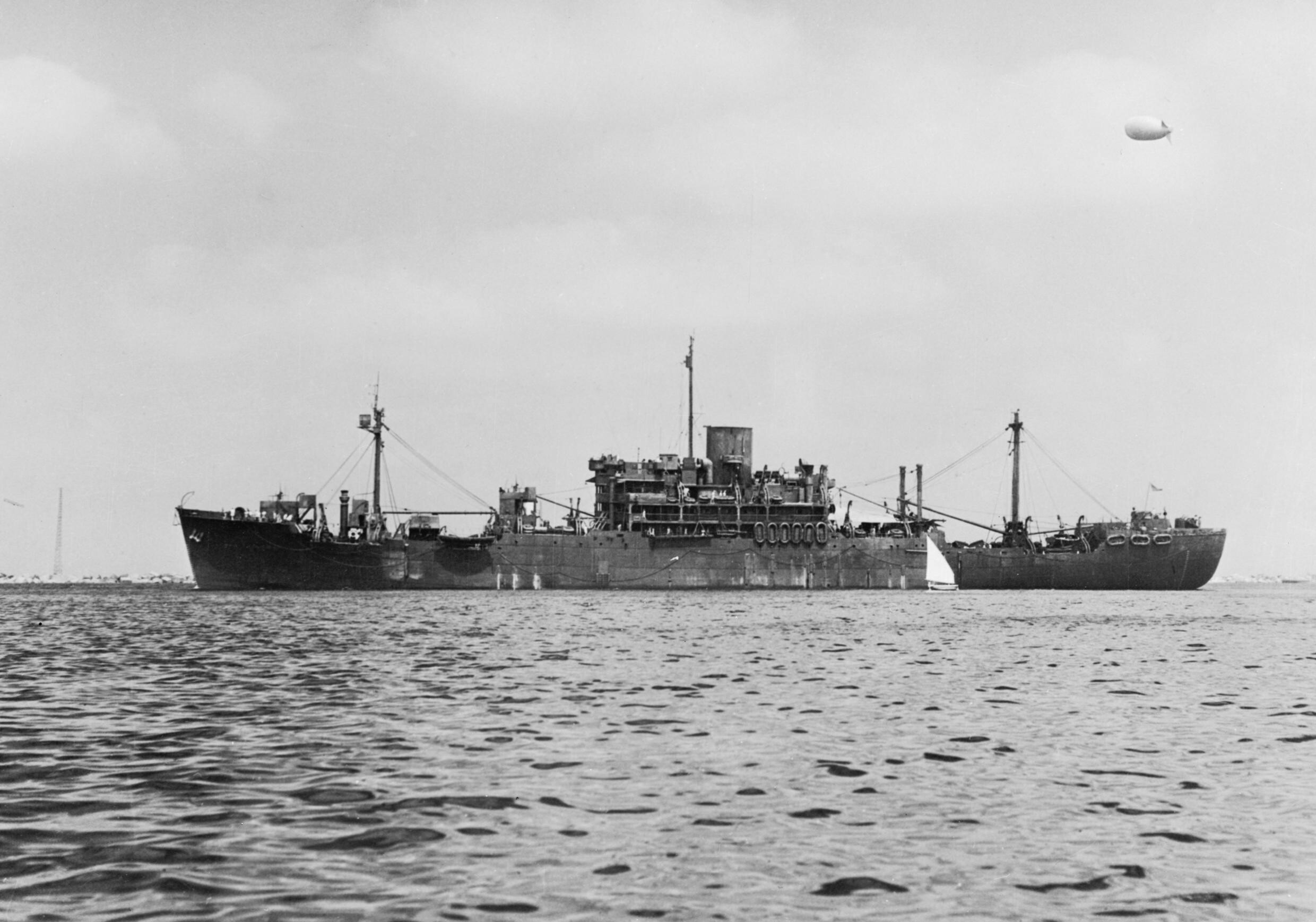
HMSグレンガイル。

1941年4月初頭に、レイコックは北アフリカ海岸部に沿ったアフリカ軍団の後方連絡線に対する襲撃を開始するよう命じられた。4月12日に彼らはアレクサンドリアへの予備的な移動を行い、3日後にはバルディアへの襲撃と、またボンバへの別の襲撃を行うよう命令を受けた。A・C大隊はバルディア攻撃のために派遣され、B大隊下の4個分遣隊は駆逐艦に搭乗してボンバへ向かった。しかしながら、高波が上陸と再乗船をあまりに危険なものとしかねず、両攻撃は断念を余儀なくされた。
数日後、バルディアへの攻撃の遂行が決定された。この度の襲撃担当はA大隊（第7コマンド部隊）から選出され、HMSグレンガイルに搭乗した。3隻のオーストラリア海軍駆逐艦（HMASスチュアート、ヴォイジャー、ウォーターヘン）と対空巡洋艦のHMSコヴェントリーを含む、数隻の海軍支援部隊が随行した。部隊が航空攻撃を受ける懸念から、襲撃は暗闇の中で行われることが決められた。そしてその結果、潜水艦のHMSアブディールと、またロジャー・コートニーが指揮するフォルボット部隊（その後に特殊舟艇部隊（SBS）として知られる）の分遣隊の形で追加の戦力が、停泊地と上陸先の浜の双方を示して誘導支援を行う任務を受けた。
襲撃は1941年4月19日から20日にかけての夜半に敢行されたものの、事は出だしから躓いた。やや先立って潜水艦が連合軍航空機からの攻撃を受け、上陸船との合流に失敗した。上陸艇の切り離し装置に問題があってコマンド班の一部は上陸が遅れることとなり、また別の班は間違った浜に上陸した。
上陸は反撃を受けないままに進められ、コマンド部隊は情報部門が割り出していた様々な目標へと移動した。多数の目標が存在していないことが判明し、あるいは考えられていた場所には存在せず、与えた損害は僅かであった。ある班は橋を損傷させることに成功し、別の班はタイヤ置き場に放火して、いくつかの沿岸砲の砲尾を破壊した。上陸時の手間取りと暗い間に出立する必要から時間切れとなり、コマンド部隊は撤退を強いられた。帰投中に一人の士官が、歩哨からの誰何に適切に応答できず銃撃を受けた。一方で67名が、先立つ誤りから自分たちの浜に襲撃艇が存在しないことを知らないままに、置き去りとなって後に捕虜とされた。
眼に見える成功を欠いたものの、襲撃は完全な失敗ではなかった。コマンド部隊の出現でドイツ軍は、さらなる襲撃からの防衛用にサルムから1個装甲旅団の主力部分を差し回さざるを得なくなった。作戦術のいくつかの要素にはなお洗練の必要があったものの、この襲撃は戦略上の強制や資源の制約が構想からの逸脱へと働いていなければ、コマンド部隊が戦線において備えたであろう戦略的価値を示してみせた。

### クレタ島

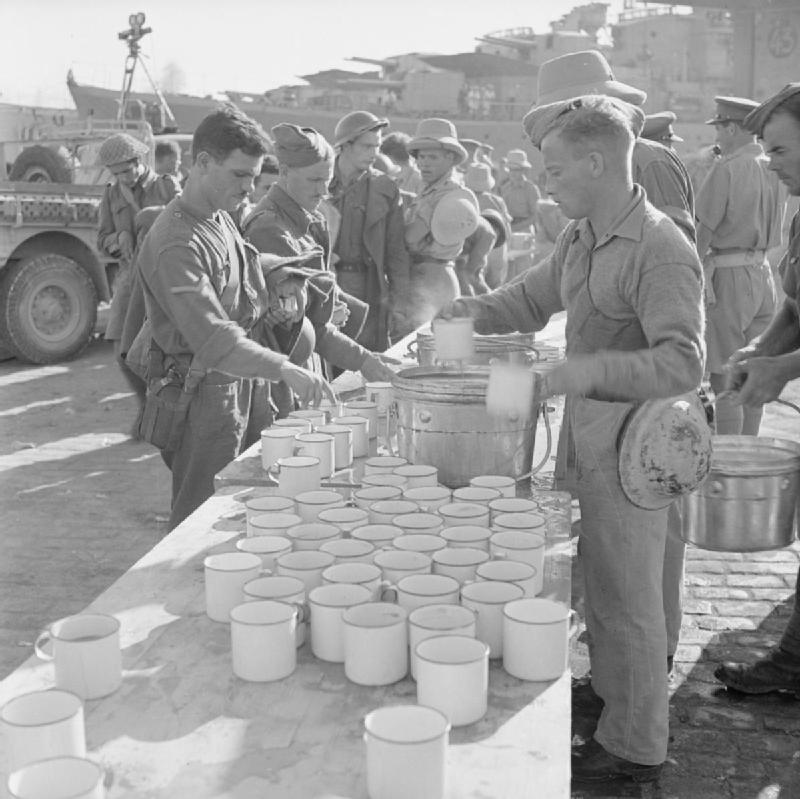
クレタ島から撤退してエジプトの港に上陸した連合軍部隊員に、茶が供されている。（1941年）

1941年4月6日、ドイツ軍はギリシャに侵攻した。1か月と経たない4月28日には、最後の連合軍部隊がドイツ軍の進撃を止められずに退避した。5月20日にはドイツ軍のクレタ島への空挺侵攻が始まった。6月1日に島はドイツ軍に帰するところとなった。しかしながらその約1週間前には、流れを変えられるという希望がなお存在した。侵攻を撃退するか、あるいは退避を容易とするために、レイフォース配下のコマンド部隊を島に派遣してドイツ軍の連絡線に対する襲撃を行う決定がなされた。
5月25日、主にA・D大隊で構成されてB大隊からの分遣隊が加わった（第11（スコティッシュ）コマンド部隊）はキプロス島へ、当地へのドイツ軍の侵攻があった場合に備えて駐留部隊を増強するために派遣されていた）レイフォースはアレクサンドリアを出立し、クレタ島への上陸を試みた。しかし悪天候に阻止されてアレクサンドリアへの帰航を余儀なくされ、新たな試みのため機雷敷設巡洋艦HMSアブディールへ再乗船した。5月26日から27日にかけての夜半に、彼らはスダ湾へ上陸した。上陸するとほとんど直ちに、攻勢に出る役回りで彼らを起用することはできず、代わりにスファキアに至る南への撤退路を防衛するために用いられることが決められた。それに関して、上陸にあたって彼らは無線装置や移動手段を含む重量物の装備を全て残してゆくように命じられた。しかし迫撃砲あるいは野砲といった間接支援兵器を欠いており、主としてライフル銃、また数挺のブレン軽機関銃といった非常な軽武装を持つのみで、役割に対する備えは粗末なものであった。
にもかかわらず、5月27日の夜明けには彼らはスファキアから内陸部へ伸びる主道路に沿った防御陣地についていた。それから5月31日まで、部隊の主力が海岸部で海軍の輸送を受けられるように多数の後衛活動の遂行に携わった。期間を通じて、彼らはほとんど間断なく航空攻撃に晒された。
5月28日に守備側は敵からの離脱と、南方のスファキアの港と彼らの間を隔てる中央山脈内の山道を経由する撤退を開始した。山道の防衛がコマンド部隊とまたオーストラリア軍の2個歩兵大隊（第2/7・第2/8大隊）、ニュージーランド軍第5旅団の任となった。撤退の最初の2夜におよそ8,000名が発ち、5月30日の第3夜にはオーストラリア軍とレイコック配下のコマンド部隊に援護されて、ニュージーランド軍も離脱することができた。
コマンド部隊にとっては初日の戦闘が最も激しいものであった。山道に対するドイツ軍の攻撃の真最中に、コマンド部隊の左側面の丘上にドイツ軍のー隊が陣地を据えて、その場から陣地全体を縦射し始め、A大隊（第7コマンド部隊）下のG隊はF・ニコルズ中尉の指揮下で銃剣突撃を敢行した。ドイツ軍は2度に渡って攻勢をかけ、その度に攻撃は頑強な守備にあって阻止された。しかし同日の他所では、レイコックの司令部要員が待ち伏せ攻撃に遭った。そしてやや混乱をきたした交戦の中、彼と配下の旅団副官フレディ・グラハムは1輌の戦車を徴用して主力部隊の下へ戻った。
5月31日には退避は打ち切りに近づいており、弾薬や糧食や水が払底してきたコマンド部隊もスファキアに向けて後退した。レイコックと配下の情報将校イーヴリン・ウォー大尉を含む司令部要員の一部は、出立する最後の船で脱出に成功した。コマンド部隊員の大多数は島に取り残された。彼らの一部は後からエジプトへの帰還を果たしたものの、作戦の終了時にはクレタ島に派遣された800名のコマンド部隊員中、約600名が戦死・行方不明・負傷者として記録されていた。島から脱出できたのは23名の士官と156名の下士官兵のみであった。

### シリア

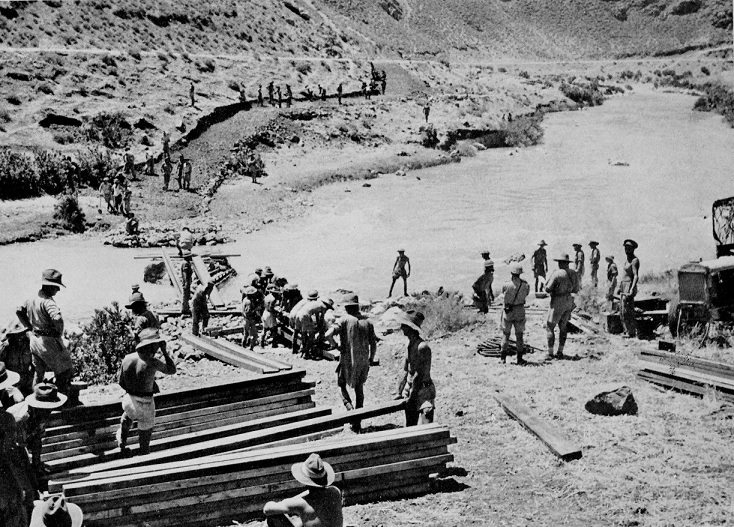
リタニ川に架橋するオーストラリア軍部隊。（1941年）

1941年6月8日、連合軍はヴィシー政権フランスが支配するシリアとレバノンへの侵攻である「エクスポーター作戦」を開始した。作戦の一環としてC大隊（第11（スコティッシュ）コマンド部隊）が6月9日、連合軍の進撃に先んじてリタニ川の渡河地点を占拠する任務を受けた。リチャード・R・N・ペダー中佐（ハイランド軽歩兵連隊）の指揮下でHMSグレンガイルに搭乗したコマンド部隊を要した計画とは、カフル・バダ近傍の川の北岸に上陸し、そしてその地で川に渡された橋を、構造物への設置が見込まれていた爆発物を守備隊が起爆できる前に確保するよう試みるものであった。
沖合に到着し、襲撃部隊は接近をできる限り隠匿するために、水上の進発を夜明けまで待った。部隊は3つの隊に分割され、ペダーが中央を、副官のジェフリー・キーズ少佐が右翼側の分遣隊を、そしてジョージ・モア大尉が左翼側の分遣隊を指揮した。上陸は反撃を受けなかったものの、キーズ配下の南側分遣隊はじきに違う側の川岸へ誤って上陸させられたことを悟った。ペダーの分遣隊が目標へ進むところへ地区の守備についていた第22アルジェリア狙撃兵連隊配下のフランス植民地軍部隊が発砲を開始して、続く交戦でペダーは戦死し、中央分遣隊のその他士官数名が負傷した。にもかかわらず分遣隊は突進し、連隊の特務曹長の指揮下で、拠点防衛の鍵となっていた堡塁近くの兵舎建物の一つを占拠することに成功した。同時にモア指揮下の左翼分遣隊はいくつかの榴弾砲や野砲、またいくらかの捕虜を得たものの、攻撃の当初の驚きが過ぎ去ると守備側は組織を整えることができた。戦闘はさらに激しさを増し、そしてフランス軍が迫撃砲や大砲を持ち込むと膠着状態が形成された。
このような進展の中、キーズ指揮下の右翼分遣隊は川の違う方の岸にいることに気づき、南に位置するオーストラリア軍大隊と連絡を取り、そちらの方は渡河を行えるように舟を持ち込んだ。舟の大きさから、分遣隊が北側に移るまで数度の行程をこなす必要があった。再編成を行うと彼が堡塁への攻撃を仕掛けることが可能となり、13時にはそこを奪取して渡河地点を確保していた。
上陸した406名の人員の中で、指揮官を含む130名が29時間に及ぶ戦闘の間に死傷した。数の上で劣り弾薬や食料に事欠きながら、彼らはオーストラリア軍が渡河を行い、ベイルートへの進撃を続けるに充分な期間を陣地で持ちこたえた。しばらくの後に第11コマンド部隊は、キプロス島での駐屯任務に戻った。

### トブルク

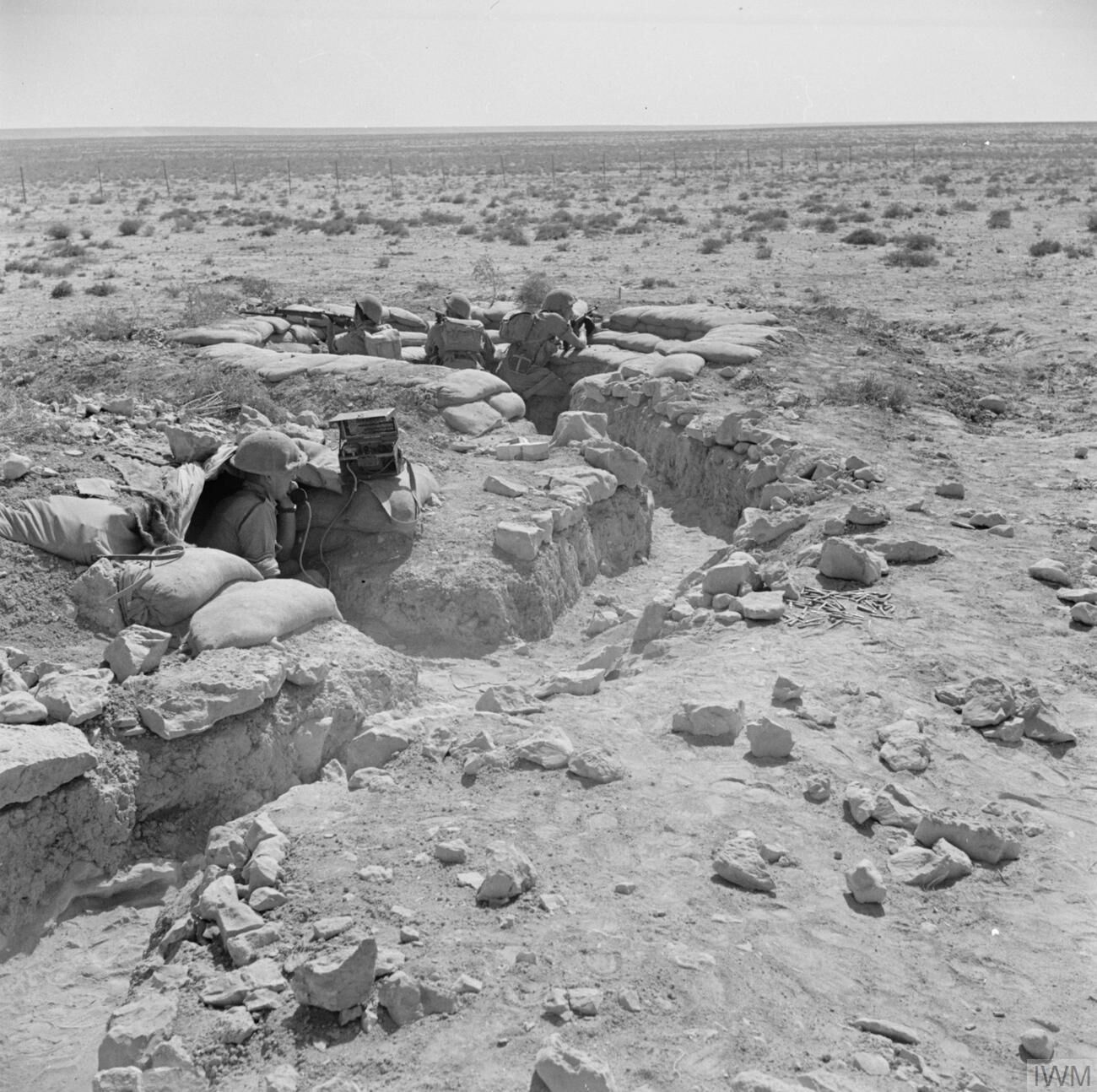
トブルク外延部塹壕のオーストラリア軍部隊。（1941年）

クレタ島における後衛活動への参画に続いて、第8（近衛）コマンド部隊の5名の士官と70名の下士官兵からなる分遣隊が、当時包囲下にあったトブルクへと派遣された。6月、第8軍が東方から駐留部隊の救出を試みる「バトルアクス作戦」を開始すると、コマンド部隊が第18インド騎兵連隊の前進陣地を見下ろしているイタリア軍陣地への襲撃を敢行することが決められた。「ふたこぶ山」（Twin Pimples）と呼ばれていた陣地は間近に位置する2箇所の小さな丘からなっており、イタリア軍はそこから連合軍の前線を観察できた。襲撃遂行に先立つ数日間に、コマンド部隊はインド部隊とともに巡視活動を行い、土壌に慣れるとともに夜半に地勢の中を移動する訓練を行った。遂に7月17日から18日にかけての夜半に、彼らは攻撃を行った。
人員がその目的で訓練を受けていた典型的な襲撃であったが、中東地域に到着した後には滅多に遂行できなかったものであった。慎重に練られた欺罔策とともに綿密に計画されて実行され、非常な成功を収めることとなった。暗闇に護られてコマンド部隊はイタリア軍の前哨地点を誰何されずに通り抜け、丘の後ろへ忍び寄ることができた。遂には誰何を受けるまでに30ヤード（約28メートル）以内に進み、誰何があったところで部隊はイタリア軍守備隊に向けて突進し、迅速に相手を圧倒した。次いで、守備側が陣地への砲撃を要請する直前に彼らは陣地から引き揚げ、トブルクを保持する駐留部隊の下へ戻った。彼らは襲撃で5名の戦傷者を出し、その中の1名は後に負傷が原因で死去した。

## 解隊

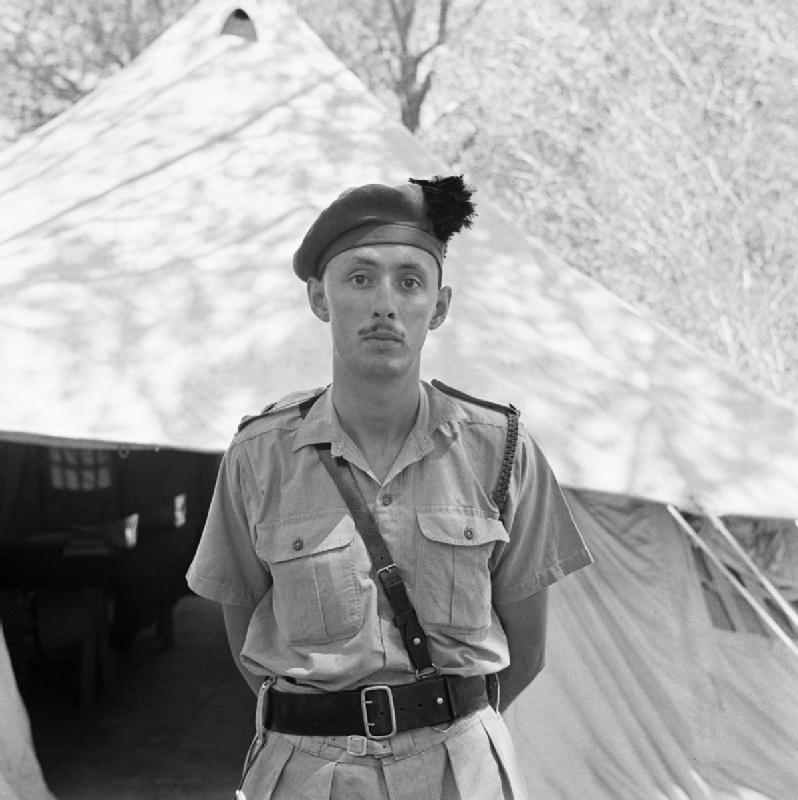
ジェフリー・キーズ中佐。

1941年7月末には、レイフォースが引き受けた各作戦がその戦力を著しく減少させており、状況を鑑みるに増援は行われそうになかった。バルディア襲撃の際に露呈した作戦上の困難、中東の状況における戦略上の必要性の変化、また総司令部がコマンド部隊の概念を完全に採用するには至らなかったことが、部隊の応戦体制を削ぐ方向へ大きく寄与していた。結果として、レイフォースを解隊する決定がなされた。決定を受けて人員の多くは前所属の連隊へ復帰し、他方で一部は中東地域への残留を選び、次いで後に設立された他の特殊部隊に参加した。
レイコックは配下部隊の扱われ方に関する自らの懸念を陸軍省と協議するため、ロンドンへ向かった。後に解隊について聞かされたイギリス首相サー・ウィンストン・チャーチルは――コマンド部隊の熱心な支持者であった――、戦域に残っていたコマンド部隊員で構成される中東コマンド部隊の編成を命じた。イギリスから戻ったレイコックは、実際に中東コマンド部隊が設立されたものの、自らが指揮する者はごく少数であることを知った。当地の人員は6部隊に編成された。当時はL分遣隊として知られていた初期の特殊空挺部隊（SAS）が第1・第2隊と称され、解隊された第11（スコティッシュ）コマンド部隊からの60名が第3隊とされた。第51コマンド部隊の人員が第4・第5隊を編成し、特殊舟艇部隊（SBS）がロジャー・コートニーの指揮下で第6隊とされた。しかしこのような名称は概して無視され、各人員は以前の名称を自ら名乗った。
11月、トブルクで包囲下にある駐留部隊の救出を図る攻勢「クルセーダー作戦」の一環として、中東コマンド部隊の第3隊がリビアのエルヴィン・ロンメル司令部を襲撃してドイツ軍司令官を殺害する企ての「フリッパー作戦」に参画した。この襲撃は、攻勢全体を支援するためにデイヴィッド・スターリングのL分遣隊とSBSとが参画し、ドイツ軍前線の後方へ侵入して後方地域に混乱を引き起こす、より大規模な作戦の一部であった。しかし襲撃は失敗に終わり、2名のみが――その一人はレイコック自身であった――イギリス軍の前線へ戻りおおせた。指揮官のジェフリー・キーズ中佐は、襲撃中の指揮統率と勇敢さを称えてヴィクトリア十字章を追叙された。
この後も中東コマンド部隊は存在し続けたにせよ――チャーチルを懐柔する努力という側面が大きかった――、人員は概してより規模の大きな編成へと引き取られていった。彼らの多くは、チャーチルの承認を受けてスターリングが拡大していた特殊空挺部隊に加わった。レイコックは准将に昇進し、チャールズ・ヘイドン准将に代わって中東総司令部特殊任務旅団の指揮を執った。

## 文化・芸術への影響
- 『誉れの剣』（Sword of Honour）――イギリスの作家イーヴリン・ウォーは第二次世界大戦の勃発を受けてイギリス海兵隊に入り[52]、旧知の仲であったロバート・レイコック（英語版）の情報将校として第8（近衛）コマンド部隊（英語版）からレイフォースに参加した[53]。後に『Men at Arms』[54]、『Officers and Gentlemen』[55]、『Unconditional Surrender』[56]の三部からなる、大戦を背景とした小説『誉れの剣（英語版）』を発表した[57]。レイコックへの献辞が付された第2部[58]の記述には、クレタ島からの撤退などのレイフォースにおける経験が反映されている。
- 「バトルライン」（Sword of Honour）――ウォーの三部作小説を原作とした、2001年制作のイギリスのテレビ映画[59][60]。ビル・アンダーソン監督、ウィリアム・ボイド脚本。第二次世界大戦の勃発で軍務に志願した主人公ガイ・クラウチバック（ダニエル・クレイグ）[61]は、旧知の仲であったトミー・ブラックハウス（ジェイムズ・ウェバー・ブラウン）が指揮するコマンド旅団に加わり、ドイツ軍が侵攻したクレタ島に派遣されて友軍の苦境を目撃する。

## 注記